# Raqefetgrot
De Raqefetgrot ("Cyclamengrot") is een archeologische vindplaats in het Karmelgebergte in het noorden van Israël, ontdekt in 1956.
De oudste vondsten stammen uit het middenpaleolithische Moustérien en het daaropvolgende laatpaleolithische Levantijns Aurignacien. De meeste bekendheid kreeg de site echter door vondsten van het epipaleolithische Natufien, inclusief wat mogelijk de oudste bewijzen van het brouwen van een soort bier zijn.

## Natufische graven
In totaal werden 29 skeletten gevonden, in zowel enkelvooudige als dubbele graven. Vier van de graven konden worden gedateerd op een leeftijd van 13.700 tot 11.700 jaar. Bij de graven werden naast lentebloemen ook planten als salie, munt en helmkruid gevonden. 
In een der kamers werden 13.000-jaar oude sporen van het brouwen van bier en mout uit een brij van wilde tarwe- en gerstsoorten, met sporen van haver, peulvruchten en lijnzaad gevonden. Dit werd mogelijk gebruikt bij rituele feesten ter ere van daar begraven voorouders.
In 2020 werden in de grot stenen platen met petrogliefen gevonden, waaronder een menselijke figuur die hoogstwaarschijnlijk als dansend werd afgebeeld.

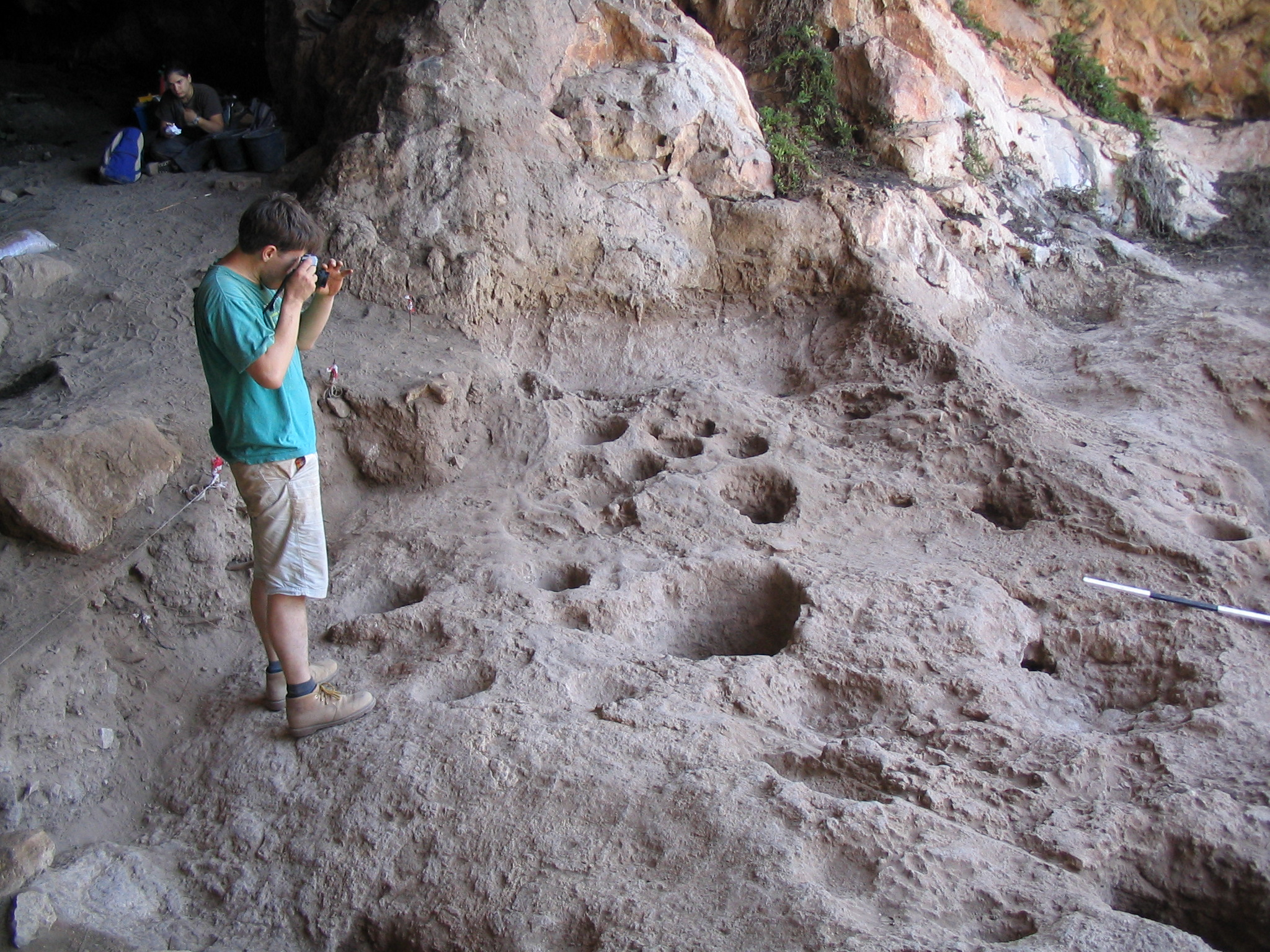
kommen voor het vermalen van planten voor de productie van bier